# Vítkov (Sokolov)
Vítkov (németül: Wudingrün) Sokolov településrésze Csehországban a Karlovy Vary-i kerület Sokolovi járásában. Sokolovtól 2,5 km-re délkeletre fekszik. A 2001-es népszámlálási adatok szerint 106 lakóháza és 133 lakosa van.